# Reyer Venezia 1951-1952
Questa voce raccoglie le informazioni riguardanti la Reyer Venezia nelle competizioni ufficiali della stagione 1951-1952.

## Stagione
La Reyer Venezia disputa il campionato di Serie A  terminando al 9º posto (su 12 squadre).

## Rosa 1951-1952
- Giulio Geroli
- Giancarlo Minetto
- "Baby" Italo Campanini
- L. "Gino" Campanini
- Gigi Marsico
- Montesco
- Fagarazzi
- Fornasier
- Del Zotto
- Del Pot
- Barretta
- Bonetti
- Pietro Girardo
- Luigi Borsoi
- Battaglia
- Tadin
- Guido Garlato[1][2]

Allenatore: